# الحارث بن وعلة الجرمي
الحارث بن وعلة بن عبد الله بن الحارث الجرمي . شاعر جاهلي، كأبيه وعلة الجرمي، من فرسان قضاعة. شهد يوم الكلاب الثاني (بين جبلة وشمام) وكاد يقتله قيس بن عاصم المنقري، ولكنه نجا.

## من شعره
وله أيضاً: